# Ізар
Іза́р (нім. Isar), річка в Австрії та Німеччині, права притока Дунаю.
Довжина — 295 км.
Ізар протікає у передгір'ї Альп; є гідроелектростанції: ГЕС Вальчензеє.
Міста на Ізарі: Мюнхен, Ландсгут, Бад-Тельц, Вольфратсгаузен, Фрайзінг, Мосбург, Дінгольфінг, Ландау-ан-дер-Ізар, Платтлінг.

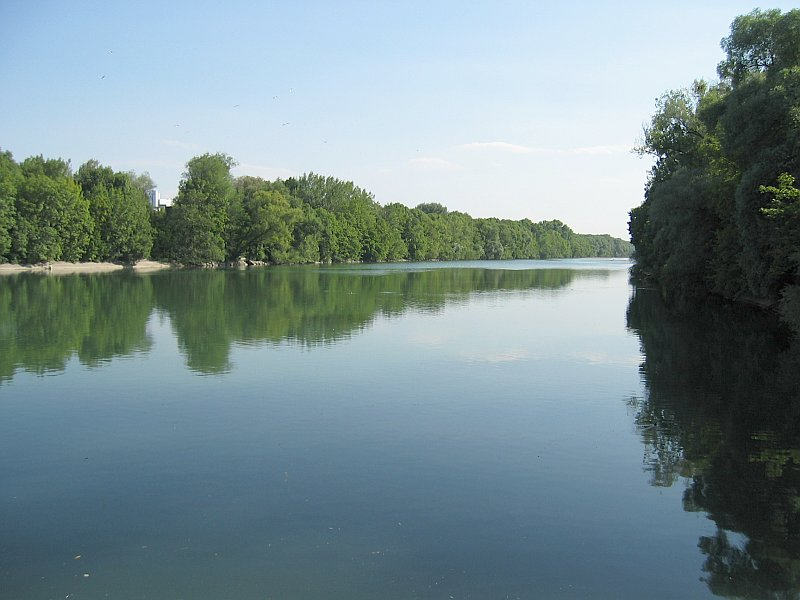
Ізар північніше Мюнхена

| Австрія | Це незавершена стаття з географії Австрії. Ви можете допомогти проєкту, виправивши або дописавши її. |

| Німеччина | Це незавершена стаття з географії Німеччини. Ви можете допомогти проєкту, виправивши або дописавши її. |

| Річка | Це незавершена стаття про річку. Ви можете допомогти проєкту, виправивши або дописавши її. |